# Poczta balonowa

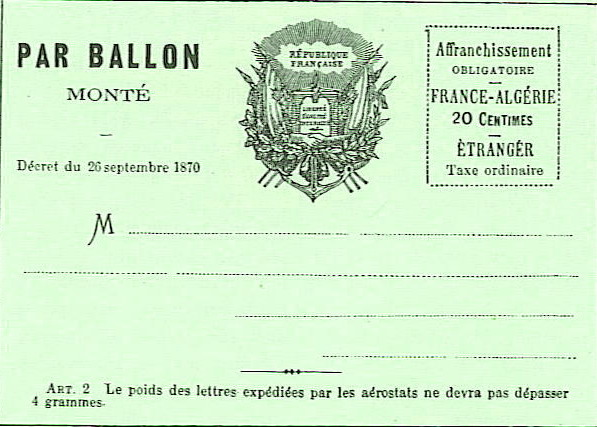
Kartka pocztowa z 1870 roku,
z oblężonego Paryża

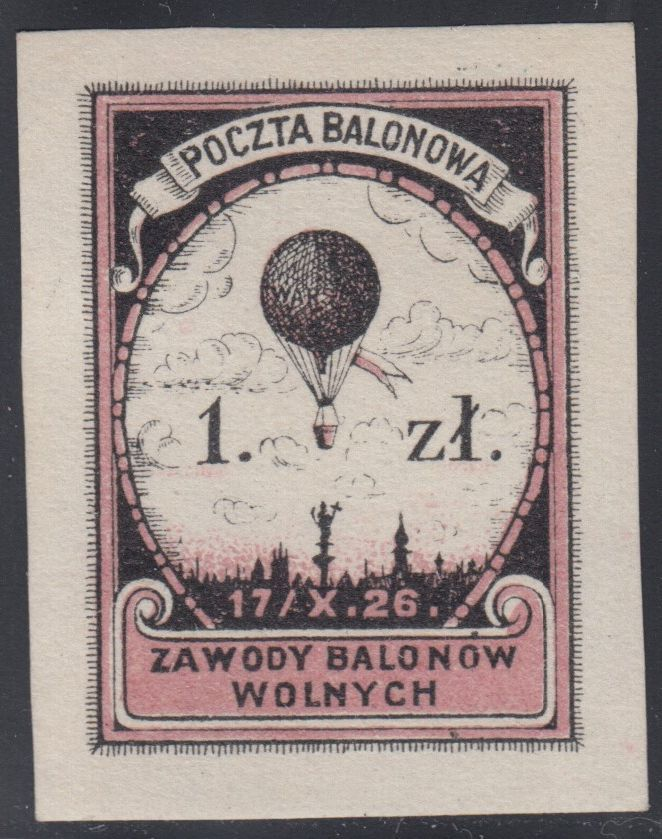
Polski znak poczty balonowej
z okresu międzywojnia

Poczta balonowa – jeden z rodzajów poczty powietrznej. Transport przesyłek pocztowych odbywa się za pomocą wolnych balonów. Przesyłki z miejsca lądowania balonu dostarcza się do najbliższego urzędu pocztowego, skąd są one następnie wysyłane do adresatów.

## Historia
Pierwsza poczta została przetransportowana balonem 7 stycznia 1785 roku. Był to przelot z Dover do Francji, w pobliże Calais. Podczas pierwszego lotu balonowego w Stanach Zjednoczonych, z Filadelfii do Deptford (New Jersey), Jean-Pierre Blanchard przewiózł prywatny list od Jerzego Waszyngtona do dowolnego właściciela posiadłości, na której wyląduje Blanchard. Było to pierwsze dostarczenie listu lotniczego w Stanach Zjednoczonych.
Ze względu jednak na liczne problemy związane z tego rodzaju transportem (m.in. przypadkowy kierunek lotu balonu, ograniczona pojemność), balony nie były używane do masowego regularnego przewozu poczty. Z historii znane są jednak przypadki używania balonów w tym celu, np. we wrześniu 1870 roku w czasie wojny francusko-pruskiej – do przewozu przesyłek z oblężonego Paryża.
Obecnie przewóz przesyłek pocztowych balonami odbywa się tylko podczas lotów pokazowych, przy okazji zawodów balonowych, itp. (poczty specjalne) – przesyłki takie mają dodatkowe nalepki, stemple, itp. informujące o rodzaju poczty.
W Polsce pierwszy raz przewieziono przesyłki pocztowe przy pomocy wolnych balonów w 1926 roku podczas II Krajowych Zawodów Balonów Wolnych o Puchar im. płk. Aleksandra Wańkowicza. W okresie międzywojennym polskie balony 20-krotnie zabierały na swe pokłady listy i kartki pocztowe nadawane głównie przez filatelistów.